# The Mercury News

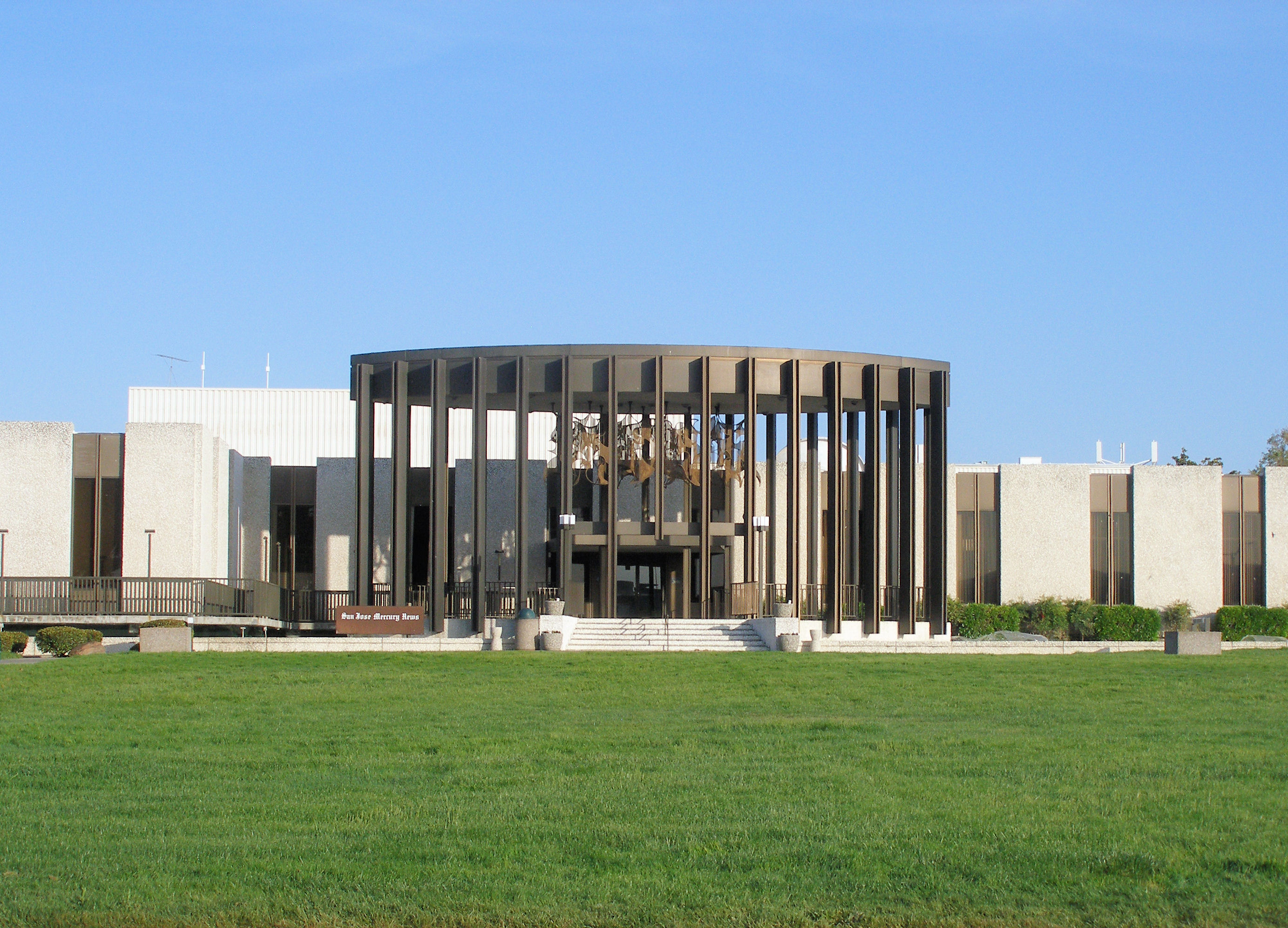
Hoofdzetel van de Mercury News.

The Mercury News, voorheen San Jose Mercury News, is een Amerikaans dagblad uit San Jose (Californië). Verschillende kranten uit de San Francisco Bay Area, zoals de Oakland Tribune, Contra Costa Times, Marin Independent Journal, San Mateo County Times en Santa Cruz Sentinel, zijn eigenlijk edities van de Mercury News. Daardoor heeft de krant een oplage van 527.568 op weekdagen en 602.566 op zondag. De San Jose Mercury News is daarmee de op een na grootste krant van Californië (na de Los Angeles Times) en de vijfde krant van de Verenigde Staten.
De krant werd opgericht in 1851. De krant maakt deel uit van de Bay Area News Group, een onderdeel van de MediaNews Group.
Voor het lokale nieuws spitst de krant zich toe op de hele Bay Area, uitgezonderd San Francisco en Sonoma County, maar inclusief Santa Cruz County.